# عبد الرؤوف ناتاش
 عبد الرؤوف ناتاش (1982 الجزائر) هو لاعب كرة قدم جزائري في مركز حراسة المرمى.

## روابط خارجية
- عبد الرؤوف ناتاش على موقع قاعدة بيانات كرة القدم.إي يو (الإنجليزية)
- عبد الرؤوف ناتاش على موقع Soccerway.com (الإنجليزية)